# 格奥尔基·普列汉诺夫
格奥尔基·瓦连京诺维奇·普列汉诺夫（羅馬化：Georgiy Valentinovich Plekhanov；格里历：1856年12月11日—1918年5月30日，合儒略历：1856年11月29日—1918年5月17日），俄国革命家、马克思主义理论家。他是俄国第一位马克思主义者，也是俄国社会民主主义运动的开创者之一，被稱為「俄國馬克思主義之父」，是列寧的導師，曾出版過馬克思、恩格斯共同作序的《共產黨宣言》。

## 生平
1856年11月29日生于坦波夫省的古达洛夫卡，1918年5月30日在芬兰的特里奥基逝世。他开始自己的革命生涯时，是一个革命民粹主义的信徒。他反对当时居支配地位的政治恐怖主义路线，是最早倾全力于城市工人工作的民粹派鼓动家之一。到1878年，他已公开地运用马克思主义来捍卫自己的下述观点：俄国公社的公社土地占有制是，并将继续是俄国的占统治地位的生产方式。1882年，他所翻译并由马克思作序的《共产党宣言》出版，次年，他发表了他的第一篇反对民粹主义的长篇论文，并在日内瓦组建了劳动解放社。这个受普列汉诺夫才智支配的劳动解放社是19世纪晚期俄国马克思主义的领导中心。它的权威出版物有助于确立俄国马克思主义的正统观念，并对列宁1914年前的思想产生了深刻的影响。
被恰当地誉为“俄国马克思主义之父”的普列汉诺夫，在他所撰写和编辑的书籍、小册子和杂志上，不仅对民粹主义作了广泛的批判，而且使马克思主义在俄国的知识界取得支配地位，并概略地提出了支配1914年以前的运动的长期战略。由于认识到俄国多类型混杂的社会经济结构具有独特的和病态发展的特点，所以普列汉诺夫坚持革命必须分两个阶段进行。第一个阶段应当是进行反对沙皇制度和封建残余的民主革命。这一民主革命将促进资本主义的发展，从而加速阶级分化，并为第二阶段，或社会主义革命的发展提供结社和出版自由的条件。这两种革命虽然目的截然不同，但在时间上却并不一定相隔很远。普列汉诺夫还断言，由于俄国资产阶级的特殊软弱性，无产阶级及其政党不得不领导这场民主革命，加之俄国无产阶级政党在人数上相对较少，在思想意识上又很落后，因此，它的任务就特别艰巨复杂。因而，普列汉诺夫要求社会民主党的知识界发挥重要作用，使工人阶级具有组织性、觉悟性和凝聚力。他一贯坚持，没有“知识界这一革命疫苗”的坚定的能动作用，运动就不可能取得胜利。
作为一位具有创见和权威的马克思主义理论家，普列汉诺夫在广泛的和国际的范围内所赢得的声誉仅次于考茨基。他的《论一元论历史观的发展》，探讨了近代哲学和社会思想的整个发展，并特别强调黑格尔和费尔巴哈对马克思成熟思想的贡献，普列汉诺夫是把马克思成熟思想表述为辩证唯物主义的第一个人。他认为这种辩证的和唯物的方法阐明并统一了一切知识，他是把这种方法运用于政治学、经济学和哲学，而且也运用于语言学、美学和文艺评论的一位先驱者。由于他相信以辩证方式加以运用的经济决定论是一种完美的世界观，是无产阶级的整个使命所必需的，因而强烈反对任何用输入其它哲学要素来“改良”马克思主义的企图。因此，他是使马克思主义“一元论”不受伯恩斯坦及其支持者的折衷主义影响的主要捍卫者。
从1905年开始，普列汉诺夫作为俄国社会民主工党的政治领导者的地位迅速下降了，这在一定程度上是由于他对1905年俄国革命持犹豫态度。于是他愈益献身于历史和哲学的研究。他在1914年成了毫无保留的“护国主义者”（即战争的支持者）。他在流亡35年后于1917年3月返回俄国。在其余生中，他坚决反对他认为是无原则的布尔什维克的活动，并痛心地认为布尔什维克夺取政权为时过早并有可能导致灾难性的后果。尽管如此，列宁仍极高地评价他的著作，认为它们是战斗唯物主义的，而且这些著作已成为共产国际和苏联几代积极分子的主要读物。
1914年，普列汉诺夫在俄国社会民主工党内部建立“团结”派；1917年，该派成为独立政党；1918年，解散。

## 所谓“政治遺囑”
1999年11月30日，俄罗斯《独立报》发表了普列汉诺夫的所谓“政治遗嘱”, 在俄罗斯立即引起很大反响。围绕“遗嘱”的真伪问题，俄学者展开了热烈讨论。据称，“遗嘱”是物理数学博士、副教授，当时在非洲博茨瓦纳大学任教的俄侨尼·尼热戈罗多夫交给俄罗斯《独立报》的。他是从格·瓦·巴雷舍夫那里得到的这一“遗嘱”。巴雷舍夫自称是普列汉诺夫姐姐柳博娃·瓦连廷诺夫娜的远房亲戚。普列汉诺夫博物馆馆长塔·菲利莫诺娃认为“政治遗嘱”系伪造。普列汉诺夫的遗孀罗·马·普列汉诺娃的档案也保存在普列汉诺夫博物馆，在她的档案中对此只字未提。普列汉诺夫的亲戚们对“遗嘱”也一无所知。普列汉诺夫的遗产继承人，也就是他的妻子及两个女儿都从未谈起过这件事。菲利莫诺娃在她的《我们同时代人编造的文献》一文中谈到普列汉诺夫确实有个“遗嘱”，但决不是《独立报》上发表的所谓“政治遗嘱”。
《独立报》的文章称，普列漢諾夫於1918年4月重病時以半個多月時間口授，由列夫·捷依奇記下，全文約2.8萬字。普列漢諾夫將遺囑放在巴黎銀行保險箱禁止觀看，並囑咐當布尔什维克不再掌权的時候才可以公布。“遗嘱”中写到：
1. 「馬克思所理解的無產階級專政無論現在還是未來，永遠不能實現。」隨生產力發展，知識份子隊伍將比無產階級增加得更快，在生產力中的作用躍居首位，在電氣時代馬克思主義無產階級專政理論將會過時。
2. 布爾什維克的無產階級專政將迅速演變成一黨專政，再變為領袖專政；維持領袖權力的方式，會從「階級恐怖」到「全國恐怖」。布爾什維克不能給人民以民主和自由，因為他們一實施民主和自由，馬上就會喪失政權。
3. 布黨將會依序遭遇四大危機：飢荒危機、崩潰危機、社會經濟危機、意識形態危機，政權土崩瓦解，這過程可能持續數十年，但誰也無法改變這結局。
4. 20世紀是偉大發現的世紀，啟蒙和急劇人道化的世紀，將推翻和譴責布爾什維克主義。到那時布爾什維克的社會主義將像紙牌搭的小房子那樣坍塌。
5. 國家的偉大，不在於其領土、歷史，而是民主傳統、公民生活水平。只要公民還承受貧窮，只要沒有民主，國家就難保不發生動盪，直至崩潰。

2000年3月4日，《独立报》刊登了哲学博士叶列娜·彼得连科等人合写的文章《真有这个“遗嘱”吗？》文章对是否存在这个遗嘱提出质疑，并认为该遗嘱是当代人编造的。他们认为，该“遗嘱”的内容存在以下问题：
1. “遗嘱”中到处充斥着绝非普列汉诺夫式的谈论当前迫切问题的语句和当代报刊上的套话。
2. 《关于列宁及其他一目失明的领导人》这一部分，使人明显感到受了列宁《给代表大会的信》的影响。
3. 说普列汉诺夫在临终前“恍然大悟”，从一个有着40多年革命生涯的人变成了彻底的进化论者，这是当今社会学家的观点。
4. 普列汉诺夫那个时代的马克思主义者对未来从不作带有任何具体时间的预测。

## 著作
- 《我们的分歧》Our differences 中的“劳动社的社会民主主义纲领”（1885）
- 《论一元论历史观的发展》The Development of the Monist View of History （1894）
- 《论艺术——没有地址的信》(1899～1900)
- 《马克思主义基本问题》Fundamental Problems of Marxism（1908），1969年英文版。
- 《论个人在历史上的作用》On the Question of the Individual's Role in History （1898）

### 书目
- A.阿舍尔：《巴维尔·阿克雪里罗德和孟什维主义的发展》，1972年英文版。
- S.H.巴伦：《普列汉诺夫：俄国马克思主义之父》，1963年英文版。
- 同上作者：《介于马克思和列宁之间的格奥尔基·普列汉诺夫》，1962年英文版。
- L.H.海姆森：《俄国马克思主义者和布尔什维主义的起源》，1955年英文版。